# فرنسيسكو روزاريو
فرنسيسكو روزاريو (بالإنجليزية: Francisco Rosario)‏ هو لاعب كرة قاعدة دومينيكاوي، ولد في 28 سبتمبر 1980 في San Rafael del Yuma ‏ في جمهورية الدومينيكان.

## وصلات خارجية
- فرنسيسكو روزاريو على موقع دوري كرة القاعدة الرئيسي (الإنجليزية)
- فرنسيسكو روزاريو على موقعبيزبول رفرنس.كوم (الدوري الرئيسي) (الإنجليزية)
- فرنسيسكو روزاريو على موقعبيزبول رفرنس.كوم (الدوري الثانوي) (الإنجليزية)
- فرنسيسكو روزاريو على موقع إي إس بي إن.كوم (أم.أل.بي) (الإنجليزية)
- فرنسيسكو روزاريو على موقع مشجعي الرسوم البيانية (الإنجليزية)